# Tandem Aero
Tandem Aero je moldavijska čarterska letalska družba s sedežm v Kišinjevu. Ustanovljena je bila leta 1998.

## Zgodovina
Družba je bila ustanovljena leta 1998, leta 2007 pa je prejela stalno dovoljenje za prevoz potnikov in tovora.
Do marca 2006 je izvajala lete do Kijeva z letalom Antonov An-24. Zaradi sporov glede zračnega prometa med Moldavijo in Ukrajino je družba začasno prenehala s poleti do avgusta 2006, ko je pričela s ponovnimi poleti z letalom Embraer EMB-120, najetim od družbe Air Moldova. Pozneje so letalo zamenjali z Antonovom An-24RV.
Ker moldavske oblasti niso izdale dovoljenja ukrajinski družbi Aerosvit za polete na liniji Kijev-Kišinjev, so ukrajinske oblasti s 6. februarjem 2007 preklicale dovoljenje družbi Tandem Aero za lete na omenjeni povezavi.
Februarja 2015 je družba Air Moldova prekinila lizinško pogodbo z družbo Tandem Aero za najem letala Embraer EMB-120. Tako je družba zaustavila polete na linijah za Kijev, Bukarešto in Soči, ki jih je izvajala za potrebe Air Moldove.

## Destinacije
Danes družba Tandem Aero opravlja poleg čarterskih letov še redne lete med naslednjima destinacijama.

## Flota
Družba izvaja svoje lete z letalom Boeing 737-500, sposojenim od družbe Air Moldova.